# Fundación Bertelsmann
La Fundación Bertelsmann es una fundación española de derecho privado con sede en Barcelona y representaciones en Madrid y Sevilla. Fue fundada por Reinhard Mohn en 1995 y en 2005, su esposa Liz Mohn asumió la presidencia del patronato. La Fundación Bertelsmann trabaja por la mejora del empleo juvenil en España.

## Historia

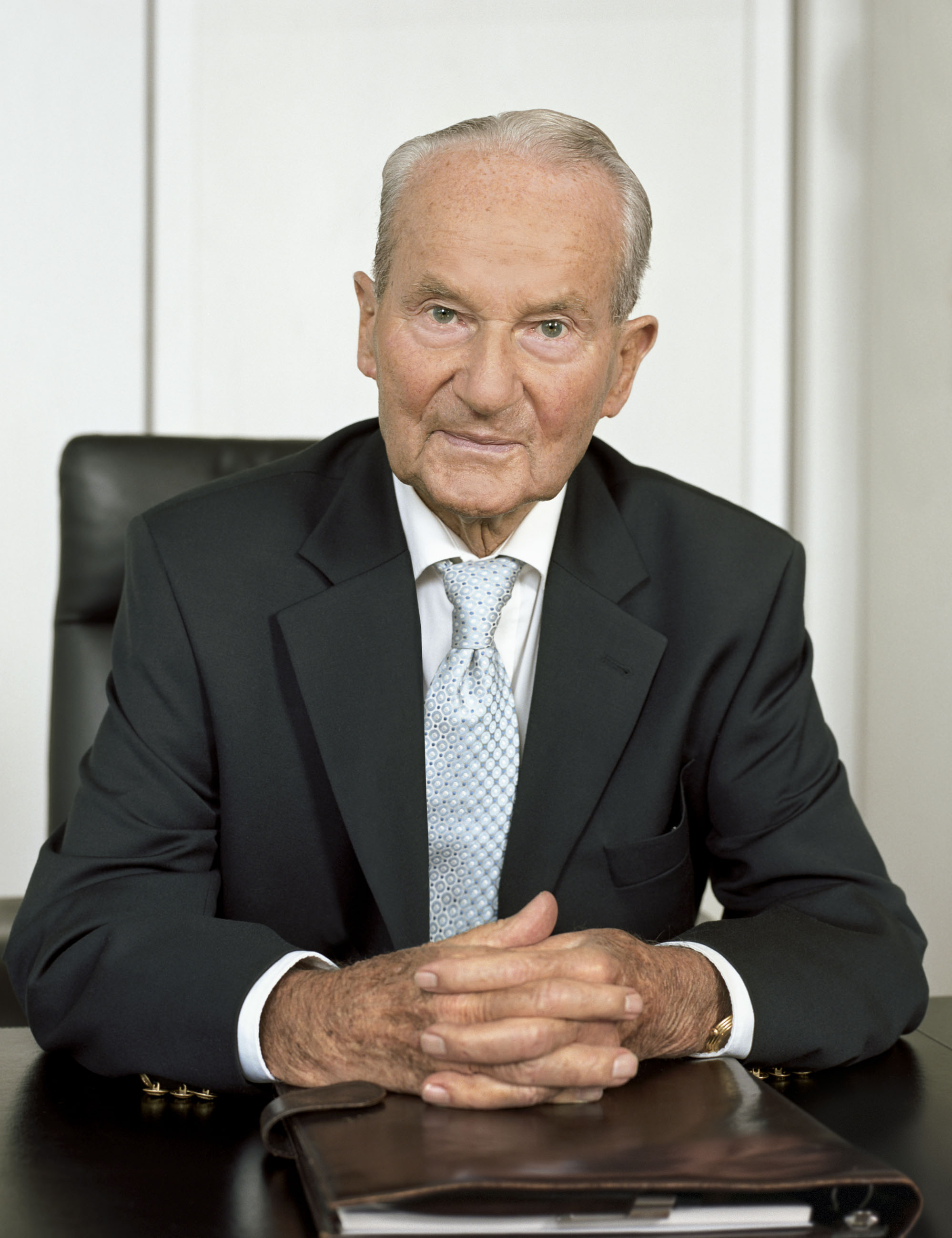
Reinhard Mohn (2008)

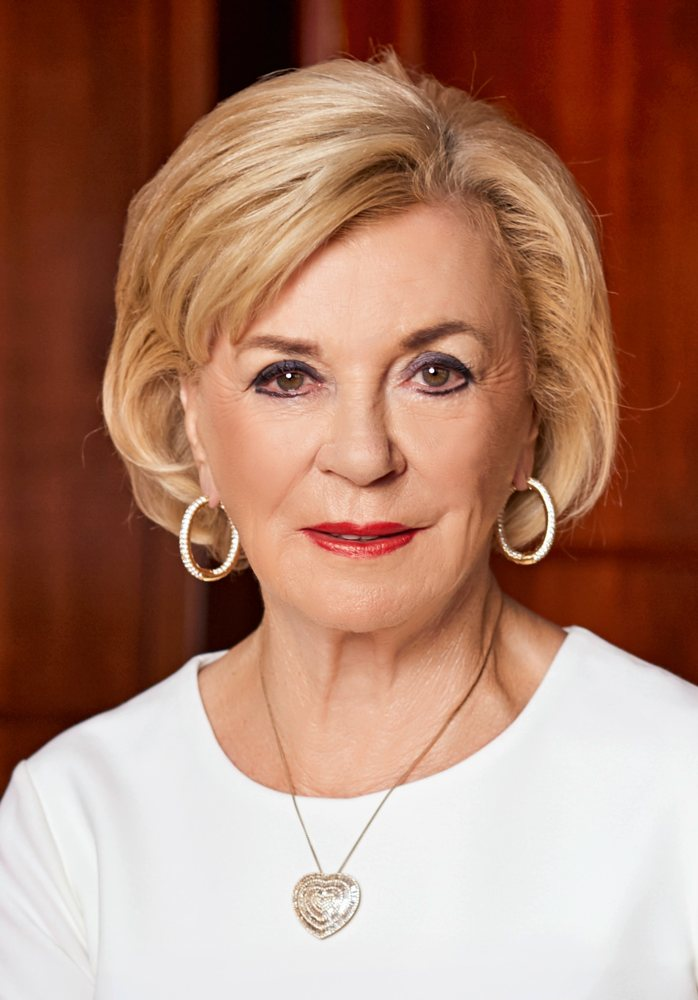
Liz Mohn (2017)

Tras la II Guerra Mundial, Reinhard Mohn creó un grupo mediático multinacional a partir de la empresa familiar Bertelsmann. En 1977 creó la Bertelsmann Stiftung, una fundación sin ánimo de lucro, con sede en Gütersloh. La motivación para la creación fue de carácter político-social y empresarial. Uno de los primeros proyectos de la Bertelsmann Stiftung fue la participación en la construcción de una biblioteca municipal en Gütersloh. Dado que Liz y Reinhard Mohn pasaban con frecuencia sus vacaciones en Mallorca, también allí se fundó una biblioteca pública. La Fundació Biblioteca d’Alcúdia Can Torró se convirtió en un imán cultural para la población.
La positiva acogida animó a Liz y Reinhard Mohn a comprometerse más en España. Con este fin, Reinhard Mohn fundó en 1995 la Fundación Bertelsmann. Este estaba convencido de que no se tenían en cuenta suficientemente las consecuencias de la globalización que estaban surgiendo. Por eso, la Fundación Bertelsmann debía concentrarse, en la colaboración con otras instituciones y socios y en desarrollar soluciones para problemas sociales, especialmente incorporando para ello los conocimientos obtenidos por otros países.
Cuando Reinhard Mohn se retiró, su esposa Liz Mohn asumió la presidencia del patronato de la Fundación Bertelsmann. En el año 2007, ésta recibió por su compromiso social la Gran Cruz de la Orden del Mérito Civil de manos del Rey de España y en 2017 fue condecorada con la Gran Cruz de Alfonso X El Sabio.

## Organización
La Fundación Bertelsmann es una fundación cultural de derecho privado de acuerdo con las leyes españolas. Con personalidad jurídica propia, posee capacidad legal y de obrar. La Fundación Bertelsmann persigue exclusiva y directamente fines de interés general.
El órgano directivo de la Fundación Bertelsmann es el patronato, que está compuesto por un mínimo de tres y un máximo de diez miembros, que trabajan de forma honorífica. Sus competencias abarcan todas las cuestiones relacionadas con la dirección y administración de la Fundación Bertelsmann. El patronato se reúne de forma ordinaria al menos dos veces cada año fiscal.
La presidencia del patronato tiene que ser asumida por una persona que a su vez sea representante de la Bertelsmann Stiftung. Actualmente, Liz Mohn está al frente del Patronato, con Francisco Belil como vicepresidente. Así mismo forman parte del patronato Fernando Carro de Prada, Rafael Dezcallar, Benita Ferrero-Waldner y Bernd Reichart. Del trabajo operativo es responsable Clara Bassols, directora de la Fundación Bertelsmann.

## Temas centrales
Durante los primeros años de su existencia, la Fundación Bertelsmann se ocupó del desarrollo de la cultura de la lectura y los medios en España, especialmente del fomento y la profesionalización de las bibliotecas públicas. En 2004/2005, la responsabilidad social de las empresas pasó a ser el aspecto central de su trabajo. Un ejemplo de ello es la fundación de un centro de competencia para fundaciones privadas, como las que había creado Reinhard Mohn con la Bertelsmann Stiftung y la Fundación Bertelsmann. Además, la Fundación Bertelsmann desarrolló diferentes proyectos destinados a generar en España un mayor compromiso cívico también en otras áreas.
Desde 2013, la Fundación Bertelsmann se dedica al tema del fomento del empleo juvenil en España, apoyando a los más diversos actores del mercado educativo y laboral para mejorar de forma duradera el sistema educativo y ocupacional de los jóvenes. Este trabajo se concentra en el impulso de una Orientación Profesional Coordinada de calidad y en la consolidación de la Alianza para la FP Dual.